# Chésalles

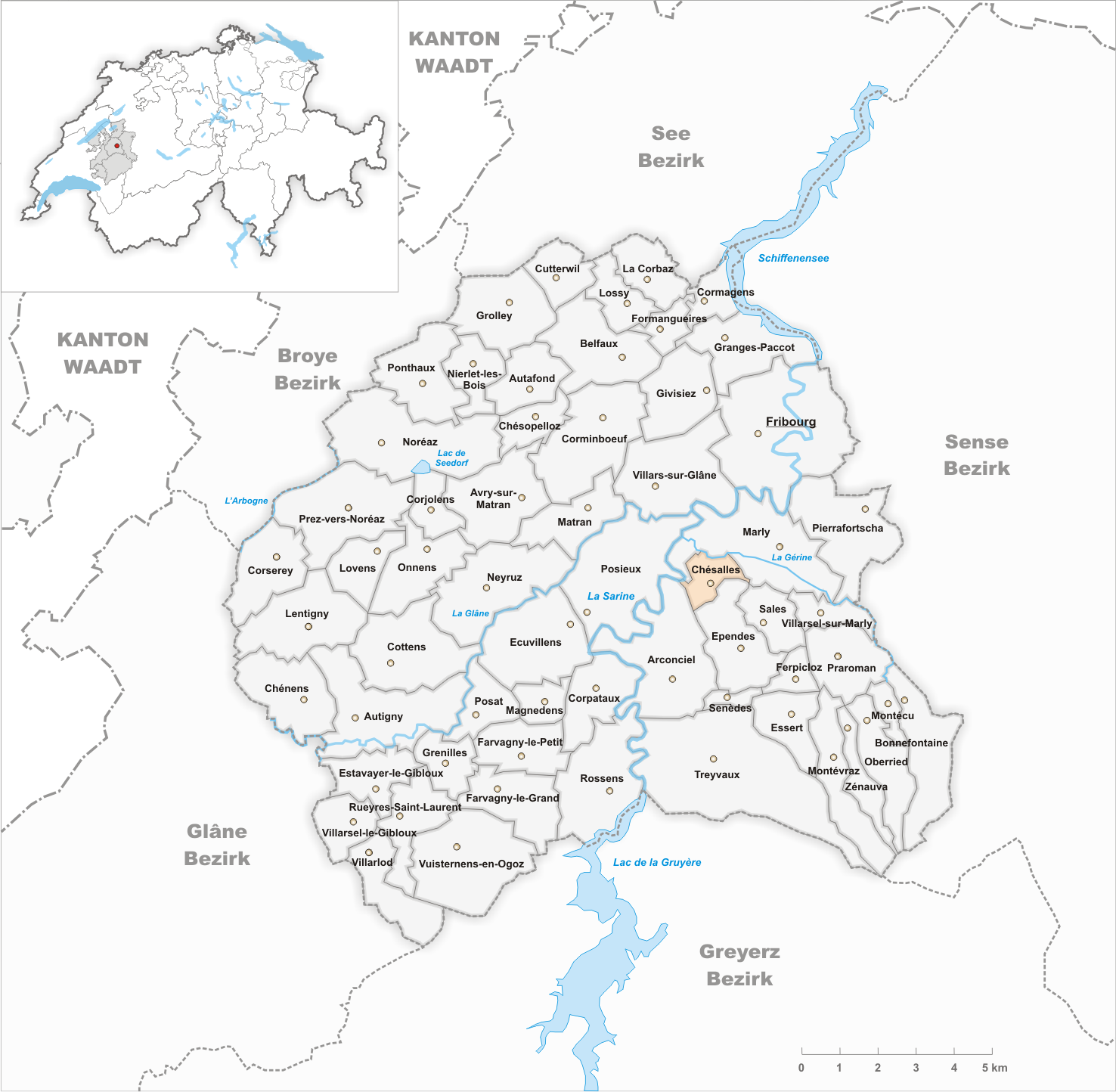
Gemeindestand vor der Fusion am 1. Januar 1976

Chésalles ist eine Ortschaft und früher selbständige politische Gemeinde im District de la Sarine (deutsch: Saanebezirk) des Kantons Freiburg in der Schweiz. Am 1. Januar 1976 wurde Chésalles nach Marly eingemeindet.

## Geographie
Chésalles liegt auf 630 m ü. M., zwei Kilometer westsüdwestlich von Marly und viereinhalb Kilometer südsüdwestlich der Kantonshauptstadt Freiburg (Luftlinie). Der Weiler erstreckt sich am südlichen Talhang der Ärgera (französisch: Gérine), am Hang unterhalb des Bois de Monteynan, im Molassehügelland des Freiburger Mittellandes. Der ehemalige Gemeindeboden wurde im Westen von der Saane, im Norden von der Ärgera eingefasst und reichte südwärts über das Plateau von La Grangette und den Hang von Chésalles bis auf den Waldhügel des Bois de Monteynan (704 m ü. M.).

## Bevölkerung
Mit 75 Einwohnern (1970) zählte Chésalles vor der Fusion zu den kleinsten Gemeinden des Kantons Freiburg. Im Jahr 1850 hatte das Dorf 60 Einwohner, 1900 107 Einwohner. Zu Chésalles gehören mehrere Einzelhöfe.
Einwohnerzahlen: Volkszählungsdaten

## Wirtschaft
Chésalles lebt noch heute von der Landwirtschaft, insbesondere vom Ackerbau und von der Viehzucht. Westlich von Chésalles befindet sich an der Saane das Elektrizitätswerk Hauterive, dem das Wasser aus dem Stausee Lac de la Gruyère zugeleitet wird.

## Verkehr
Das Dorf liegt abseits der grösseren Durchgangsstrassen an einer Verbindungsstrasse von Marly zum Kloster Hauterive. Chésalles besitzt keine direkte Anbindung an das Netz des öffentlichen Verkehrs.

## Geschichte
Die erste urkundliche Erwähnung des Ortes erfolgte 1146 unter dem Namen Cheseles. Der Ortsname ist vom altfranzösischen Wort chésal (kleines Haus) abgeleitet. Chésalles wurde wahrscheinlich von Mönchen der Zisterzienserabtei Hauterive gegründet, die hier einen Eigenwirtschaftshof (Grangie) unterhielten. Der Ort gehörte zum Grundbesitz des Klosters, allerdings besassen auch die Herren von Marly und von Ependes einige Güter auf dem Gebiet. Spätestens 1452 kam Chésalles unter die Herrschaft von Freiburg und wurde der Alten Landschaft (Burgpanner) zugeordnet.
Nach dem Zusammenbruch des Ancien Régime (1798) gehörte das Dorf während der Helvetik und der darauf folgenden Zeit zum Bezirk Freiburg, bevor es 1848 mit der neuen Kantonsverfassung in den Saanebezirk eingegliedert wurde. Chésalles bildet erst ab 1831 eine selbständige Gemeinde. Mit Wirkung auf den 1. Januar 1976 wurde der Ort nach Marly eingemeindet. Nachdem Chésalles bis 1978 der Pfarrei Ependes angehört hatte, wurde es neu der Kirchgemeinde Marly zugeteilt.